# Parti communiste d'Islande
Pour les articles homonymes, voir Parti communiste d'Islande (marxiste-léniniste) et KFI.
 (août 2018).
Si vous disposez d'ouvrages ou d'articles de référence ou si vous connaissez des sites web de qualité traitant du thème abordé ici, merci de compléter l'article en donnant les références utiles à sa vérifiabilité et en les liant à la section « Notes et références ».
Le Parti communiste d'Islande (Kommúnistaflokkur Íslands ou KFI) est un parti politique islandais qui a existé de 1930 à 1938.

## Histoire
Au début des années 1920, un groupe de jeunes militants du Parti social-démocrate se mit en contact avec le mouvement communiste international. Leur idéologie s'éloigna rapidement de celle des sociaux-démocrates. En novembre 1922, ils formèrent une section distincte au sein du parti qu'ils appelèrent l'Association des jeunes communistes. Cette association se transforma en Association sociale-démocrate spartakiste en 1926, mais se sépara du parti social-démocrate en 1928, sur demande du Comintern. Le Parti communiste d'Islande (KFI) est fondé officiellement en novembre 1930 et devint membre du Comintern. Le journal du parti était le Verkalýðsblaðið.
En 1938, il fusionna avec un autre groupe qui avait quitté le parti social-démocrate une année auparavant et devint le Parti de l'unité du peuple - Parti socialiste. Ce nouveau parti quitta le Comintern. Les communistes restèrent toutefois majoritaires au sein du parti et la politique ne différa pas. En 1956, il forma une alliance électorale nommée Alliance du peuple avec un autre groupe de dissidents du parti social-démocrate. Douze ans plus tard, en 1968, l'Alliance du peuple devint un parti à part entière.

## Résultats électoraux

### Législatives
| Élection | Voix  | %   | Sièges | Position |
| -------- | ----- | --- | ------ | -------- |
| 1931     | 1 165 | 3,0 | 0 / 42 | 4e       |
| 1933     | 2 673 | 7,5 | 0 / 42 | 4e       |
| 1934     | 3 098 | 6,0 | 0 / 49 | 5e       |
| 1937     | 4 932 | 8,4 | 3 / 49 | 4e       |